# Panicum khasianum
Panicum khasianum là một loài thực vật có hoa trong họ Hòa thảo. Loài này được Munro ex Hook.f. mô tả khoa học đầu tiên năm 1896.